# Moscow Grand Slam 2009
Il Moscow Grand Slam 2009 si è tenuto a Mosca, in Russia dal 30 al 31 maggio 2009 ed è stato la quarta tappa dell'IJF World Tour 2009. È stata la prima edizione disputata dell'Moscow Grand Slam.

## Risultati
Tutti i medagliati del torneo.
| Categorie donne | Oro              | Argento             | Bronzo                               |
| --------------- | ---------------- | ------------------- | ------------------------------------ |
| - 48 kg         | Tomoko Fukumi    | Chung Jung-yeon     | Éva Csernoviczki Chahnez M'barki     |
| - 52 kg         | Misato Nakamura  | Natalia Kuziutina   | Kitty Bravik Romy Tarangul           |
| - 57 kg         | Kaori Matsumoto  | Hedvig Karakas      | Telma Monteiro Ioulietta Boukouvala  |
| - 63 kg         | Marielle Pruvost | Yoshie Ueno         | Anicka van Emden                     |
| - 70 kg         | Yoriko Kunihara  | Edith Bosch         | Kerstin Teichert Marie Pasquet       |
| - 78 kg         | Xiuli Yang       | Stephanie Possamai  | Yahima Ramirez Maryna Pryshchepa     |
| + 70 kg         | Maki Tsukada     | Nihel Cheikh Rouhou | Elena Ivashchenko Urszula Sadkowaska |

| Categorie uomini | Oro                         | Argento                | Bronzo                                   |
| ---------------- | --------------------------- | ---------------------- | ---------------------------------------- |
| - 60 kg          | Hovhannes Davtyan           | Masaaki Fukuoka        | Evgeny Kudyakov Beslan Mudranov          |
| - 66 kg          | Khashbaataryn Tsagaanbaatar | Sugoi Uriarte          | Miklos Ungvari Buuveibaatar Khishigbayar |
| - 73 kg          | Wang Ki-chun                | Dirk Van Tichelt       | Attila Ungvari Mansur Isaev              |
| - 81 kg          | Siarhei Shundzikau          | Aliaksandr Stsiashenka | Song Dae-nam Ole Bischof                 |
| - 90 kg          | Takashi Ono                 | Andrei Kazusionak      | Tiago Camilo Murat Gasiev                |
| - 100 kg         | Hwang Hee-tae               | Luciano Correa         | Jevgenijs Borodavko Ramadan Darwish      |
| + 100 kg         | Alexander Mikhaylin         | Andreas Toelzer        | Martin Padar Barna Bor                   |

## Medagliere
| Nr.                          | Nazione                      | Oro | Argento | Bronzo | Totale |
| ---------------------------- | ---------------------------- | --- | ------- | ------ | ------ |
| 1                            | Giappone                     | 6   | 2       | 0      | 8      |
| 2                            | Corea del Sud                | 2   | 1       | 1      | 4      |
| 3                            | Bielorussia                  | 1   | 2       | 0      | 3      |
| 4                            | Russia                       | 1   | 1       | 5      | 7      |
| 5                            | Francia                      | 1   | 1       | 1      | 3      |
| 6                            | Mongolia                     | 1   | 0       | 2      | 3      |
| 7                            | Armenia                      | 1   | 0       | 0      | 1      |
| 7                            | Cina                         | 1   | 0       | 0      | 1      |
| 8                            | Ungheria                     | 0   | 1       | 4      | 5      |
| 9                            | Germania                     | 0   | 1       | 3      | 4      |
| 10                           | Ungheria                     | 0   | 1       | 2      | 3      |
| 11                           | Brasile                      | 0   | 1       | 1      | 2      |
| 11                           | Tunisia                      | 0   | 1       | 1      | 2      |
| 12                           | Belgio                       | 0   | 1       | 0      | 1      |
| 12                           | Spagna                       | 0   | 1       | 0      | 1      |
| 13                           | Portogallo                   | 0   | 0       | 2      | 2      |
| 14                           | Egitto                       | 0   | 0       | 1      | 1      |
| 14                           | Estonia                      | 0   | 0       | 1      | 1      |
| 14                           | Grecia                       | 0   | 0       | 1      | 1      |
| 14                           | Lettonia                     | 0   | 0       | 1      | 1      |
| 14                           | Polonia                      | 0   | 0       | 1      | 1      |
| 14                           | Ucraina                      | 0   | 0       | 1      | 1      |
| Totale 27 nazioni medagliate | Totale 27 nazioni medagliate | 14  | 14      | 27     | 55     |

Fonte

## Statistiche

### Statistiche sui partecipanti
|     | Continenti rappresentati | Nazioni rappresentate | Judoka presenti |
| --- | ------------------------ | --------------------- | --------------- |
| Nr. | 4                        | 39                    | 320             |

|              | EJU | JUA | AJU | PJU |
| ------------ | --- | --- | --- | --- |
| Nazionali    | 27  | 9   | 2   | 1   |
| Partecipanti | 212 | 83  | 14  | 11  |

| Categoria | -48 kg | -52 kg | -57 kg | -63 kg | -70 kg | -78 kg | +78 kg |
| --------- | ------ | ------ | ------ | ------ | ------ | ------ | ------ |
| Nr.       | 17     | 21     | 23     | 20     | 22     | 18     | 13     |

| Categoria | -80 kg | -66 kg | -73 kg | -81 kg | -90 kg | -100 kg | +100 kg |
| --------- | ------ | ------ | ------ | ------ | ------ | ------- | ------- |
| Nr.       | 24     | 26     | 35     | 31     | 26     | 24      | 20      |

### Statistiche sull'età dei partecipanti
L'età media dei partecipanti che hanno ottenuto una medaglia è di 24.5 anni.
| Misato Nakamura | 20 anni e 32 giorni  |
| Wang Ki-chun    | 20 anni e 259 giorni |
| Kaori Matsumoto | 21 anni e 261 giorni |

Fonte
| Hwang Hee-tae       | 30 anni e 353 giorni |
| Alexander Mikhailin | 29 anni e 286 giorni |
| Takashi Ono         | 28 anni e 340 giorni |